# Sénologie

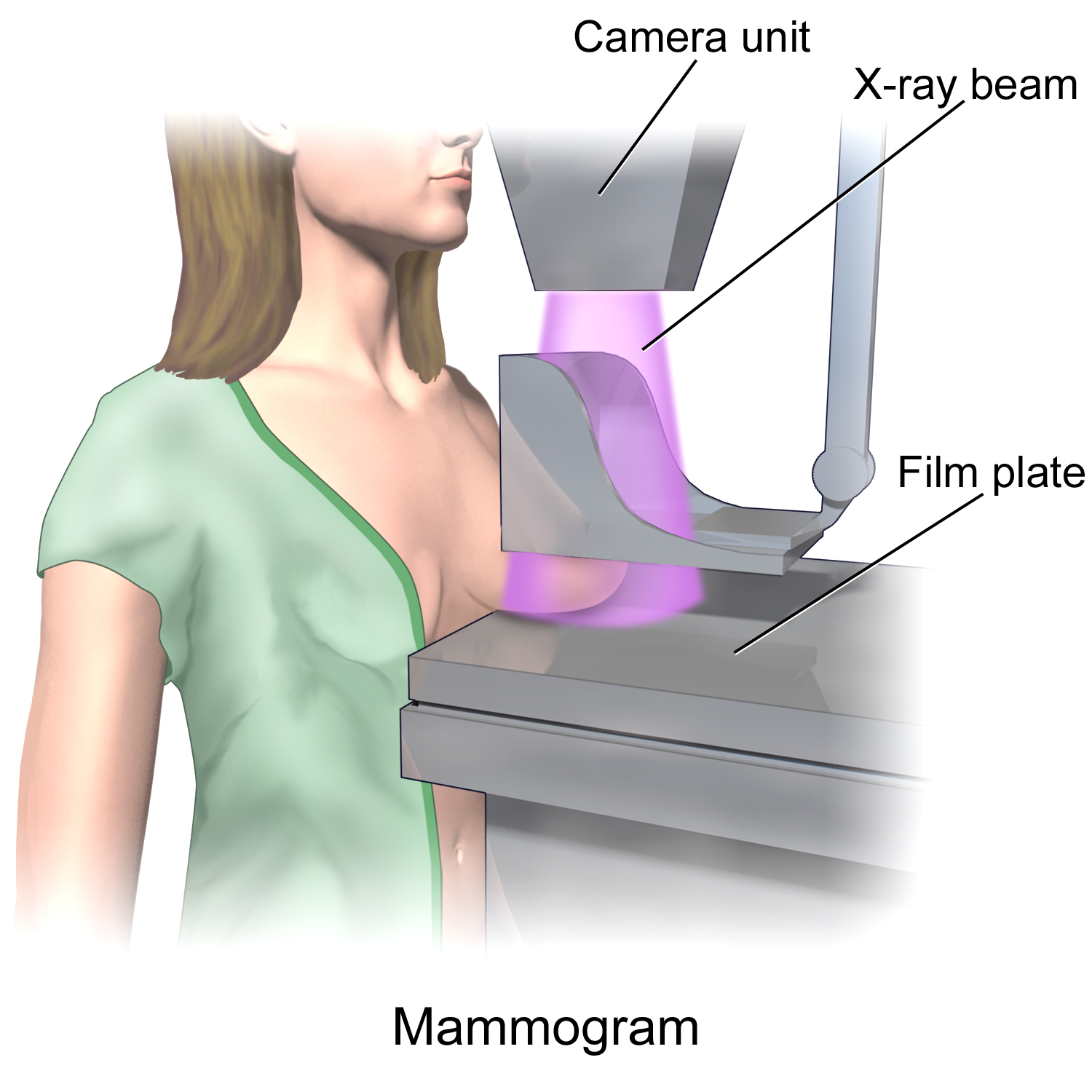
Une mammographie.

La sénologie, appelée aussi mastologie, est l'étude de la structure, du fonctionnement et des maladies du sein. Dans la pratique, le terme sénologie est plus souvent utilisé pour désigner l'ensemble des techniques d'exploration du sein, et en particulier les techniques d'imagerie médicale, bien qu'il soit aussi utilisé dans son sens originel. Cette spécialité médicale s'adresse à divers professionnels : radiologues, oncologues, immunologues, biologistes, chirurgiens, les équipes la pratiquant étant pluridisciplinaires.  

## Imagerie médicale radiographique

### Xéromammographie
Cette technique, tout comme la mammographie, met en œuvre des rayons X, mais le film est remplacé par une plaque d'aluminium recouverte d'une couche de sélénium ionisé. Inventée dans les années 1960, elle s'est révélée peu efficace pour détecter les carcinomes lobulaires in situ.

## IRM
Cette technique a une plus grande sensibilité dans le cas de cancers infiltrants, et présente selon les cas une spécificité jugée moindre ou analogue à la mammographie (de 37 à 97 %) , mais supérieure à l'échographie.

## Échographie
En sénologie, l'échographie est utilisée aussi bien à titre diagnostic que dans le cadre de dépistage du cancer du sein.

## Scintimammographie
La scintimammographie  est une technique exploratoire de deuxième intention, utilisée uniquement dans un but diagnostic. Elle permet  de détecter des cellules cancéreuses dans les seins de certaines femmes qui ont eu des mammographies ou échographies anormales, ou chez celles présentant des tissus mammaires denses, des tissus cicatriciels postopératoires ou des implants mammaires.

## Sénologie interventionnelle
Ces techniques incluent les biopsies et les cytoponctions.

## Spécialiste de la sénologie
Un sénologue est un médecin spécialisé dans l'étude du sein, de ses pathologies et le traitement de ses maladies. 
En France, ce n'est pas une spécialité médicale reconnue. Les gynécologues médicaux et chirurgiens gynécologiques sont qualifiés pour la prise en charge des pathologies mammaires.